# Тойнби, Джоселин
Джоселин Тойнби (англ. Jocelyn Mary Catherine Toynbee; 3 марта 1897, Лондон — 31 декабря 1985, Оксфорд) — английский археолог и историк искусства. Доктор философии, Laurence Professor of Classical Archaeology Кембриджа. Почётный иностранный член Американской академии искусств и наук (1973).

## Биография
Сестра известного историка и философа Арнольда Дж. Тойнби.
Окончила кембриджский Ньюнхем-колледж (магистр), где училась в 1916—1920 годах.
Затем на преподавательской работе.
В 1921—1924 годах тьютор классики в оксфордском Колледже Св. Хью.
До 1927 года преподавала классику в Редингском университете.
С 1927 года член родного колледжа и директор классических штудий там.
В 1930 году в Оксфорде получила степень доктора философии за работу, посвященную древнеримскому искусству.
С 1931 года кембриджский лектор классики.
В 1951—1962 годах Лоуренсовский профессор классической археологии Кембриджа. Затем эмерит и почётный член родного колледжа.
В 1948 году отмечена медалью Королевского нумизматического общества.